# Villers-Agron-Aiguizy
 Villers-Agron-Aiguizy  es una población y comuna francesa, en la región de Picardía, departamento de Aisne, en el distrito de Château-Thierry y cantón de Fère-en-Tardenois.

## Demografía
| 115 | 104 | 90 | 85 | 80 | 70 |
| Para los censos de 1962 a 1999 la población legal corresponde a la población sin duplicidades (Fuente: INSEE [Consultar]) |     |    |    |    |    |